# Ligne 1 du tramway de Nantes
Pour les articles homonymes, voir Ligne 1.
La ligne 1 du tramway de Nantes est une ligne du réseau de transports en commun de Nantes Métropole, exploitée par la SEMITAN, et la première ligne du premier réseau de tramway recréé de France.
Lancée le 7 janvier 1985, elle dessert actuellement les villes de Nantes, Saint-Herblain et La Chapelle-sur-Erdre entre Beaujoire ou Babinière (deux terminus sur le côté est de la ligne) et François Mitterrand ou Jamet (deux terminus sur le côté ouest). Elle est par ailleurs, le lointain successeur de l'ancienne ligne de tramway à air comprimé de l'ancien tramway de Nantes, ouvert en 1879, qui reliait Doulon à la gare maritime.
En 2005, c'était la cinquième ligne de tramway la plus empruntée de France avec plus de 95 000 voyageurs par jour et la troisième en 2009 avec 114 000 voyageurs par jour. La ligne a accueilli 28,750 millions de voyageurs en 2008. Pour la période 2014/2015, 124 000 voyages par jour ont été effectués sur la ligne. En 2020, 21,6 millions de voyages et 4,9 millions de kilomètres ont été effectués sur la ligne.

## Histoire
À la fin des années 1970, Nantes lance l'idée d'une ligne de tramway pour mieux desservir la ville. Après avoir disparu de la majorité des villes françaises, la réintroduction de ce mode de transport est à l'étude pour plusieurs villes françaises, mais aucune municipalité n'a encore franchi le pas, et Nantes ne faisait pas partie des huit villes pressenties par le Ministère des Transports pour se doter d'un tel équipement.
C'est donc Nantes finalement qui, en août 1978, retient l'itinéraire est-ouest Bellevue - Haluchère, après une étude lancée cette année-là avec la SOFRETU, la filiale d'ingénierie de la RATP. Cette ligne passera par le centre-ville, la place du Commerce, la médiathèque et l'accès nord de la gare SNCF, évitant ainsi de passer par l'hypercentre en retirant de la place aux automobilistes et aux commerçants. Elle réutiliserait également des sites propres d'autobus et une ancienne emprise de la ligne de Nantes-Orléans à Châteaubriant de la SNCF.

La première rame 001 en essais.

Après la déclaration d'utilité publique obtenue en 1981, les travaux préparatoires commencèrent en novembre 1981, mais des retards font jour, notamment lié au coût du matériel roulant et à l'élection d'une équipe municipale majoritairement opposée au tramway en 1983 qui décide d'arrêter les travaux, mais ceux-ci étant bien engagés, ils reprirent finalement peu après.
Les premiers rails sont posés en 1982, puis après 33 mois de travaux, des essais sont effectués sur la ligne en août 1984.
Après le succès de la présentation de la première rame TFS d'Alsthom numérotée 001 à Commerce à l'été 1984, une mise en service exceptionnelle a lieu les 20, 21 et 22 décembre 1984 ou 50 000 personnes empruntent la ligne, ce qui monte encore une fois son succès populaire.

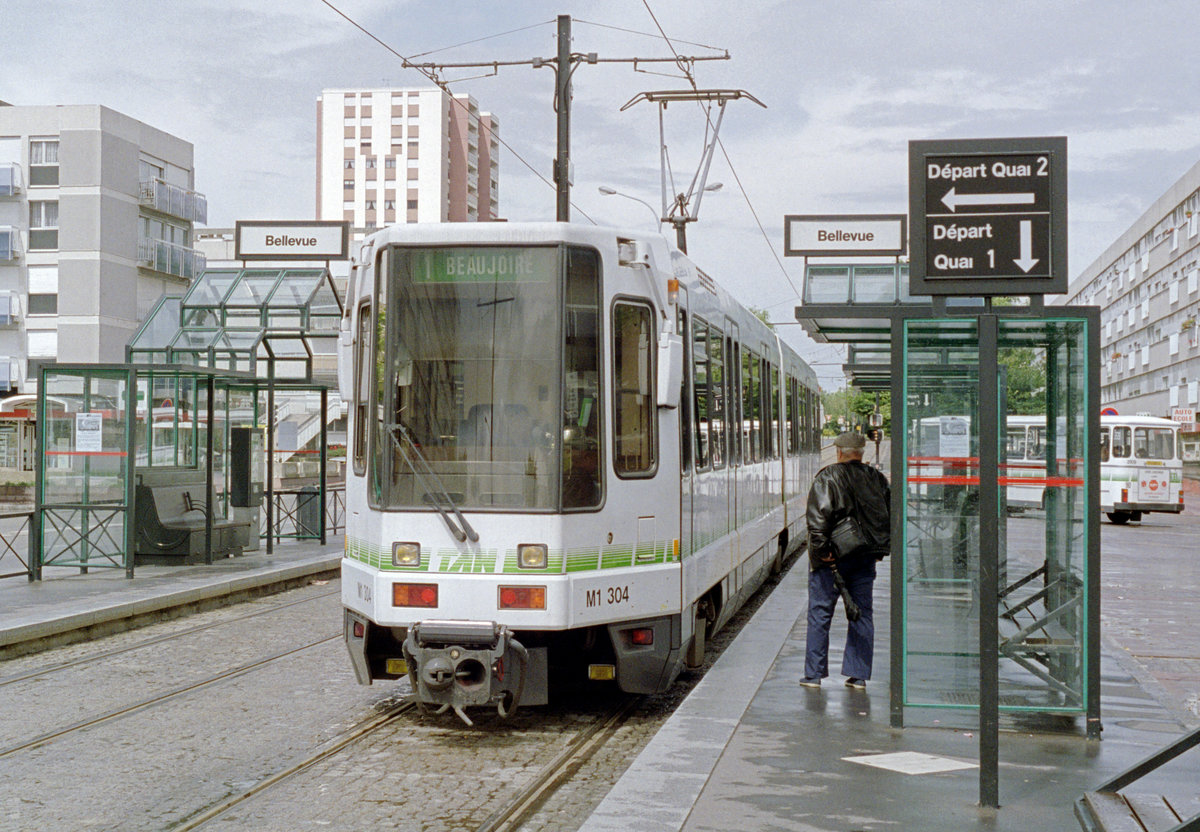
Le terminus Bellevue en 1992 avant le prolongement de la ligne 1.

Malgré un retard d'environ 18 mois (la mise en service était initialement prévue en 1983, mais finalement repoussée en raison de l'arrêt des travaux cette année-là), les services commerciaux débutent sous la neige le 7 janvier 1985 entre Commerce et Haluchère, puis entre Haluchère et Bellevue le 18 février 1985 (après quelques retards dans les travaux).
La ligne atteint les 40 000 voyageurs par jour après une année de service, ce qui pousse l'équipe municipale (au départ opposée au tramway) à revoir son jugement et à lancer le prolongement de la ligne à l'est jusqu'au parc des expositions de la Beaujoire. Ce nouveau tronçon est ouvert et inauguré par Jean-Marc Ayrault (alors maire de la ville de Nantes) le 22 avril 1989,.
Le 17 avril 2000, la ligne change d'itinéraire dans le quartier de Bellevue, en vue de son prolongement jusqu'à François Mitterrand qui intervient le 28 août 2000, soit le même jour que le lancement de la ligne 3. Ce prolongement, inauguré le 2 septembre 2000, permet de desservir la zone commerciale d'Atlantis ainsi que le Zénith Nantes Métropole. Avant son extension à François Mitterrand, la liaison entre Croix Bonneau et Bellevue était effectuée par un tronçon desservant les stations Jamet et Romanet. Seul le nom de Romanet a été réattribué à une nouvelle station située à proximité de l'ancienne, tandis que la station Jamet a été provisoirement fermée. Le tramway dessert donc la station Bellevue, renommée Mendès France ─ Bellevue pour l'occasion, via par les nouvelles stations Jean Moulin, Lauriers et Romain Rolland.
À la rentrée 2006 est mis en place un renfort proposant, aux heures de pointe un tramway toutes les 3 minutes entre Hôpital Bellier à l'est et Gare Maritime à l'ouest. En septembre 2007, la station Jamet est rouverte afin de créer un nouveau terminus pour ses renforts à l'ouest.

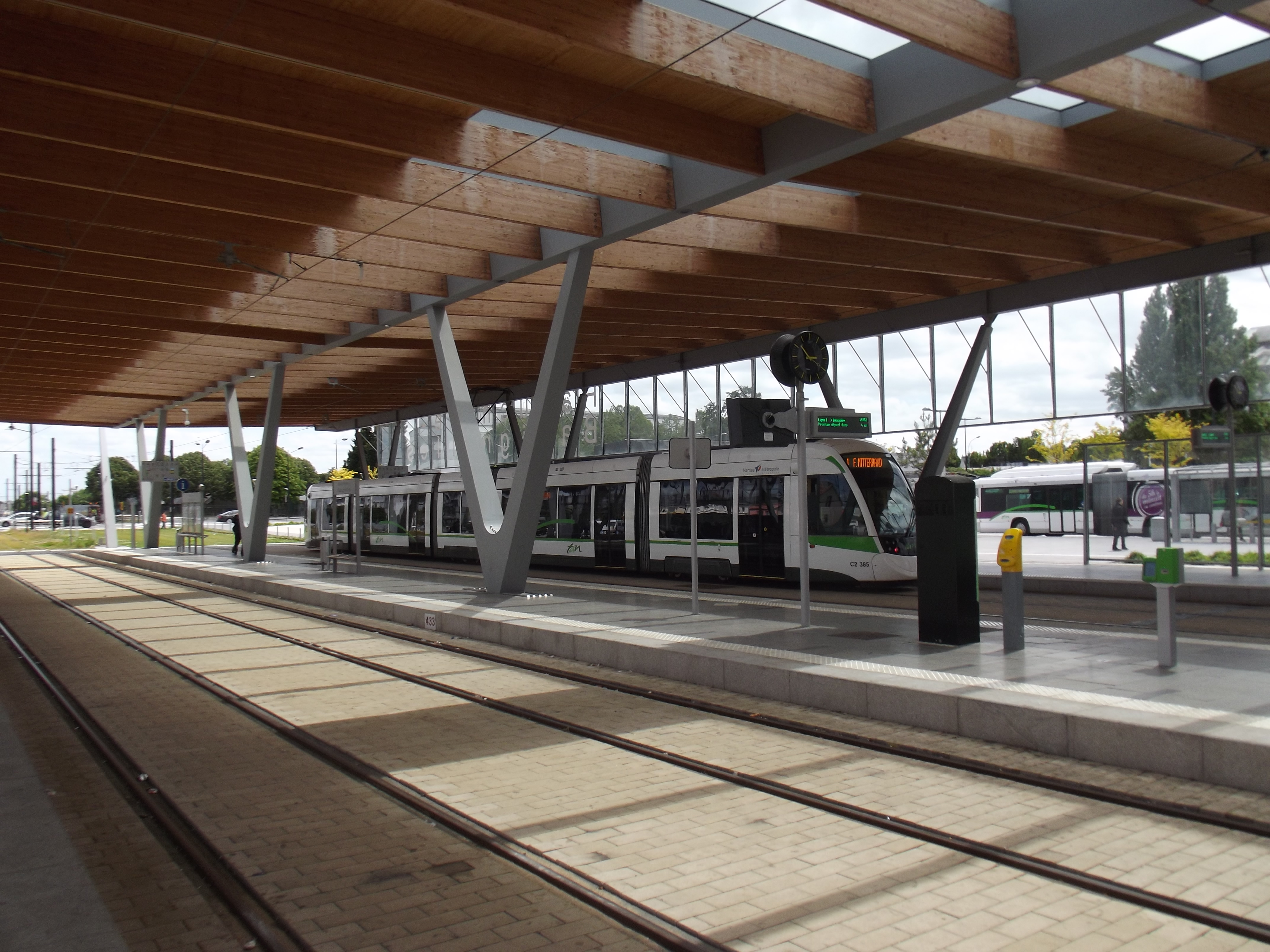
Le nouveau pôle d’échanges Haluchère ─ Batignolles.

À la suite de travaux commencés en janvier 2011, la station Haluchère a été remplacée par un pôle d'échange multimodal le 1er octobre 2012 situé à quelques dizaines de mètres plus au nord, rebaptisé Haluchère ─ Batignolles et inauguré le 15 décembre 2012. Il permet d'accueillir désormais : 
- le futur terminus de la ligne 2 dans le cadre de l'interconnexion des lignes 1 et 2 du tramway au nord de l'agglomération, dont la première phase comporte la construction d'un tronçon 800 mètres de longueur desservant une nouvelle station terminus Ranzay, qui a été mise en service et inaugurée le même jour que le pôle d'échanges ;
- une halte du tram-train Nantes - Châteaubriant, mis en service le 28 février 2014[8],[9].

Durant l'été 2018, les stations Duchesse Anne ─ Château et Gare Nord ─ Jardin des plantes (anciennement Gare SNCF Nord), ainsi que les 900 mètres de voies les séparant sont entièrement rénovés afin d'accompagner les travaux de piétonisation des artères reliant le parvis de la gare de Nantes (Esplanade Pierre-Semard) au centre historique de la ville,. Les travaux de rénovations de la ligne se poursuivent vers l'ouest avec la rénovation complète de la station Commerce à l'été 2021.

## Infrastructure

### La ligne

Logo de la ligne.

La ligne 1 du tramway de Nantes emprunte les sections suivantes :
- Commerce ↔ Haluchère ─ Batignolles, ouverte le 7 janvier 1985, à l'occasion de la mise en service de la ligne ;
- Mendès France ─ Bellevue ↔ Commerce via Jamet, ouverte le 18 février 1985, à l'occasion du premier prolongement de la ligne ;
- Haluchère ─ Batignolles ↔ Beaujoire, ouverte le 22 avril 1989, à l'occasion du second prolongement de la ligne ;
- Croix Bonneau ↔ Mendès France ─ Bellevue via Jean Moulin, Lauriers et Romain Rolland, ouverte le 17 avril 2000, à l'occasion d'un changement de parcours de la ligne dans ce secteur ;
- Mendès France ─ Bellevue ↔ François Mitterrand, ouverte le 28 août 2000, à l'occasion du troisième prolongement de la ligne ;
- Haluchère ─ Batignolles ↔ Ranzay, ouverte le 1er octobre 2012, à l'occasion du quatrième prolongement de la ligne.
- Ranzay ↔ Babinière, ouverte le 23 mai 2025, à l'occasion du cinquième et dernier prolongement de la ligne.

### Les terminus réguliers

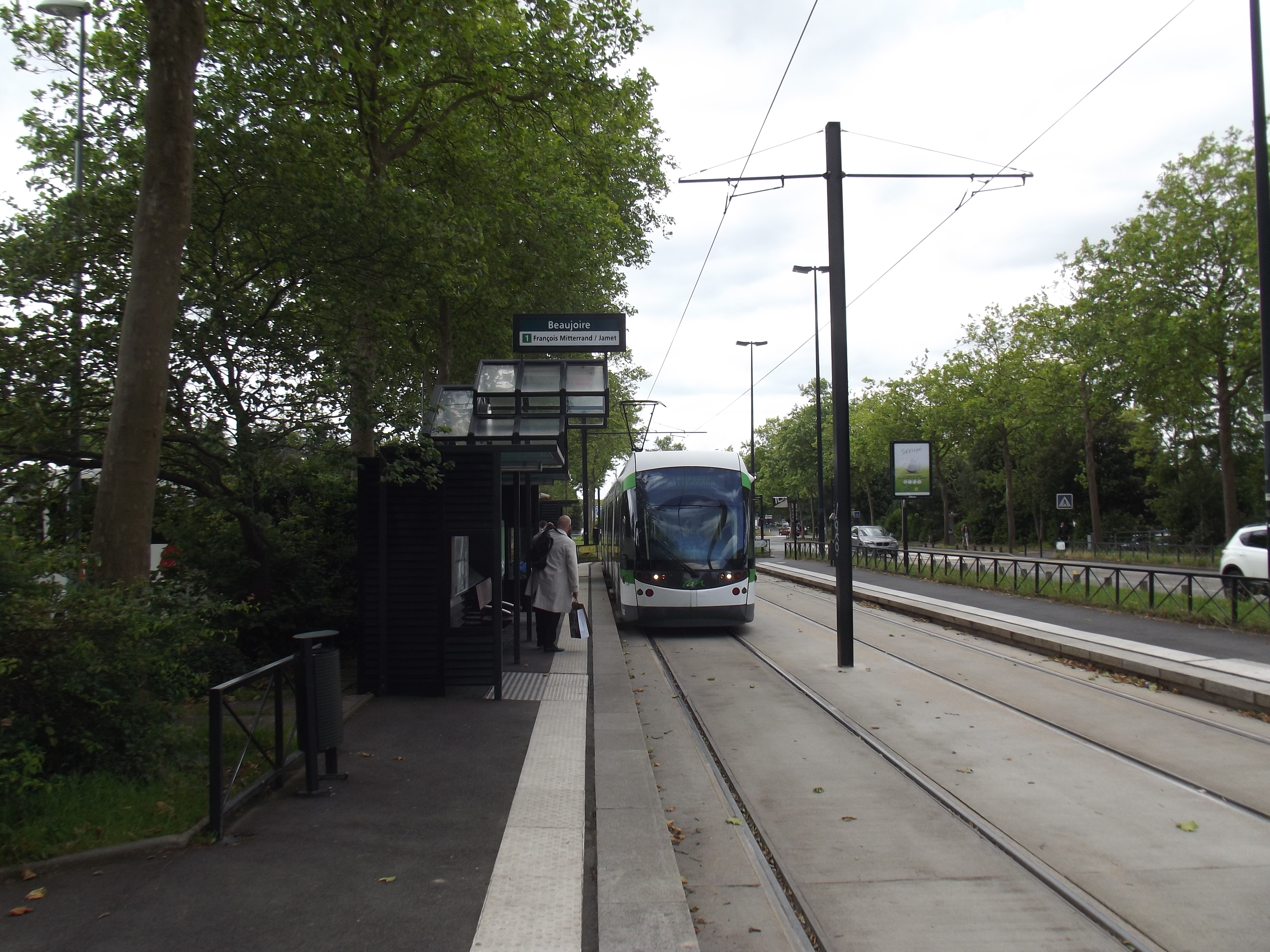
Le terminus Beaujoire.

La ligne 1 compte quatre terminus principaux :
- La station François Mitterrand, qui constitue le terminus le plus à l'ouest de la ligne, est composée de deux quais encadrant deux voies. Dans le prolongement de la station, se situe un tiroir de retournement à voie unique le long du parc relais « François Mitterrand » permettant le retournement des rames. Deux trams sur 3 desservent cette station[13].
- La station Jamet, qui constitue le second terminus ouest de la ligne, est composée de deux quais encadrant deux voies. Dans le prolongement de la station, se situe un tiroir de retournement à double voie avec aiguillage permettant le retournement des rames, et plus loin le raccordement vers le tronçon de la ligne 1 vers François Mitterrand. Un tram sur 3 dessert cette station.
- La station Beaujoire, qui constitue le terminus le plus à l'est de la ligne, est composée de deux quais encadrant deux voies. Dans le prolongement de la station, se situe un tiroir de retournement à voie unique permettant le retournement des rames. Deux autres quais présents avant la station sont également utilisés en cas de forte affluence (après un match au stade de la Beaujoire par exemple). Un quai pour les bus parallèle à la station est également présent (côté stade), mais n'est actuellement plus utilisé. Deux trams sur 3 desservent cette station.
- La station Babinière, qui constitue le second terminus est de la ligne, est composée de deux quais encadrant deux voies. Dans le prolongement de la station, se situe un tiroir de retournement à double voie avec aiguillage permettant le retournement des rames. Un tram sur 3 dessert cette station.

### Dépôt de Dalby
Les rames sont remisées au dépôt de Dalby, situé à Nantes à côté de la station Hôpital Bellier et de l'hôpital du même nom, et ouvert à l'occasion de la mise en service de la ligne. Il est situé sur les terrains des anciens ateliers Brissonneau et Lotz, transférés à Carquefou en 1973. Ce dépôt abrite également les services administratifs et le poste de commande centralisé de la Semitan.

## Schéma de la ligne

### Tracé

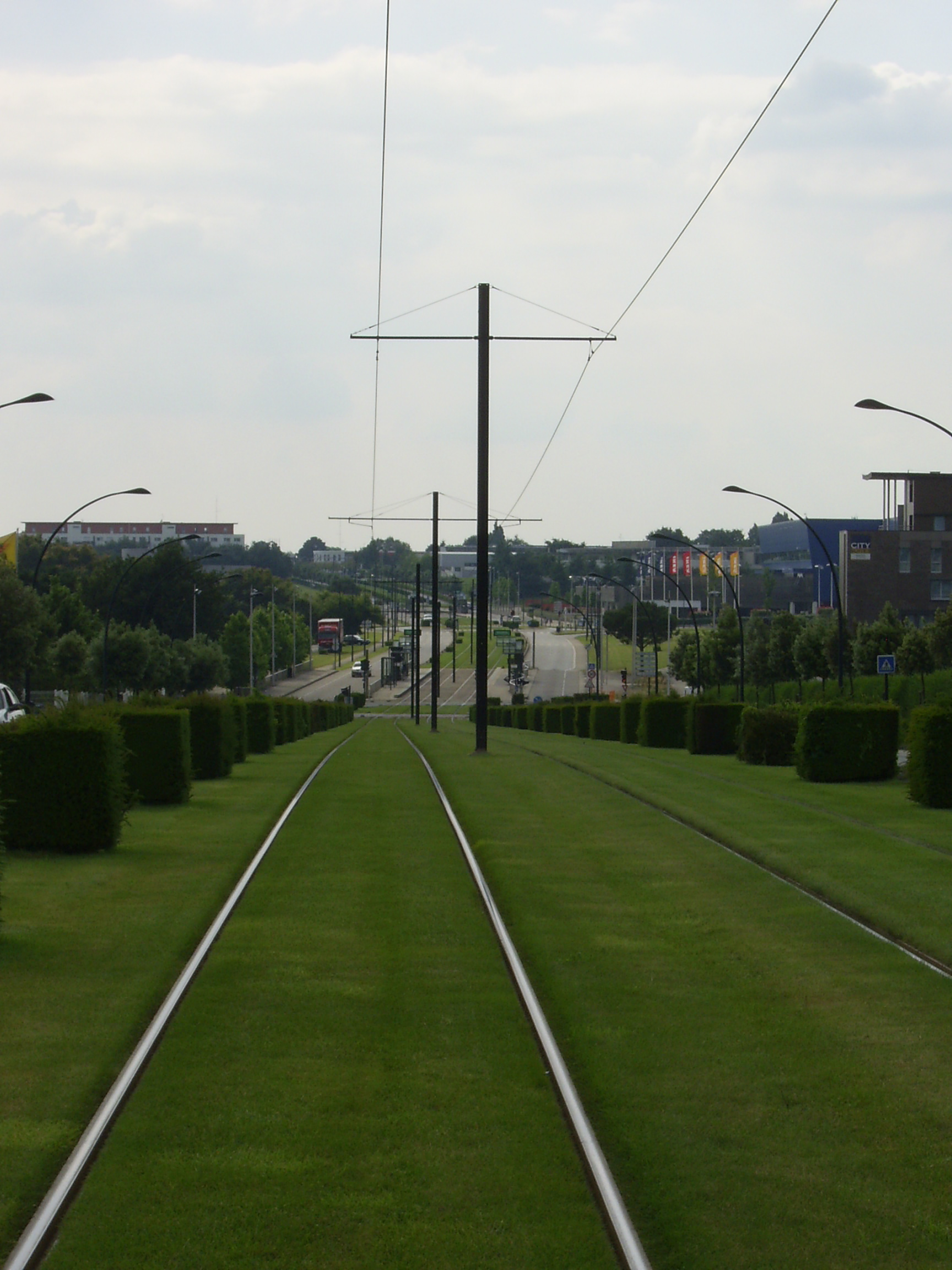
Les voies gazonnées de la ligne entre les stations Schœlcher et Frachon.

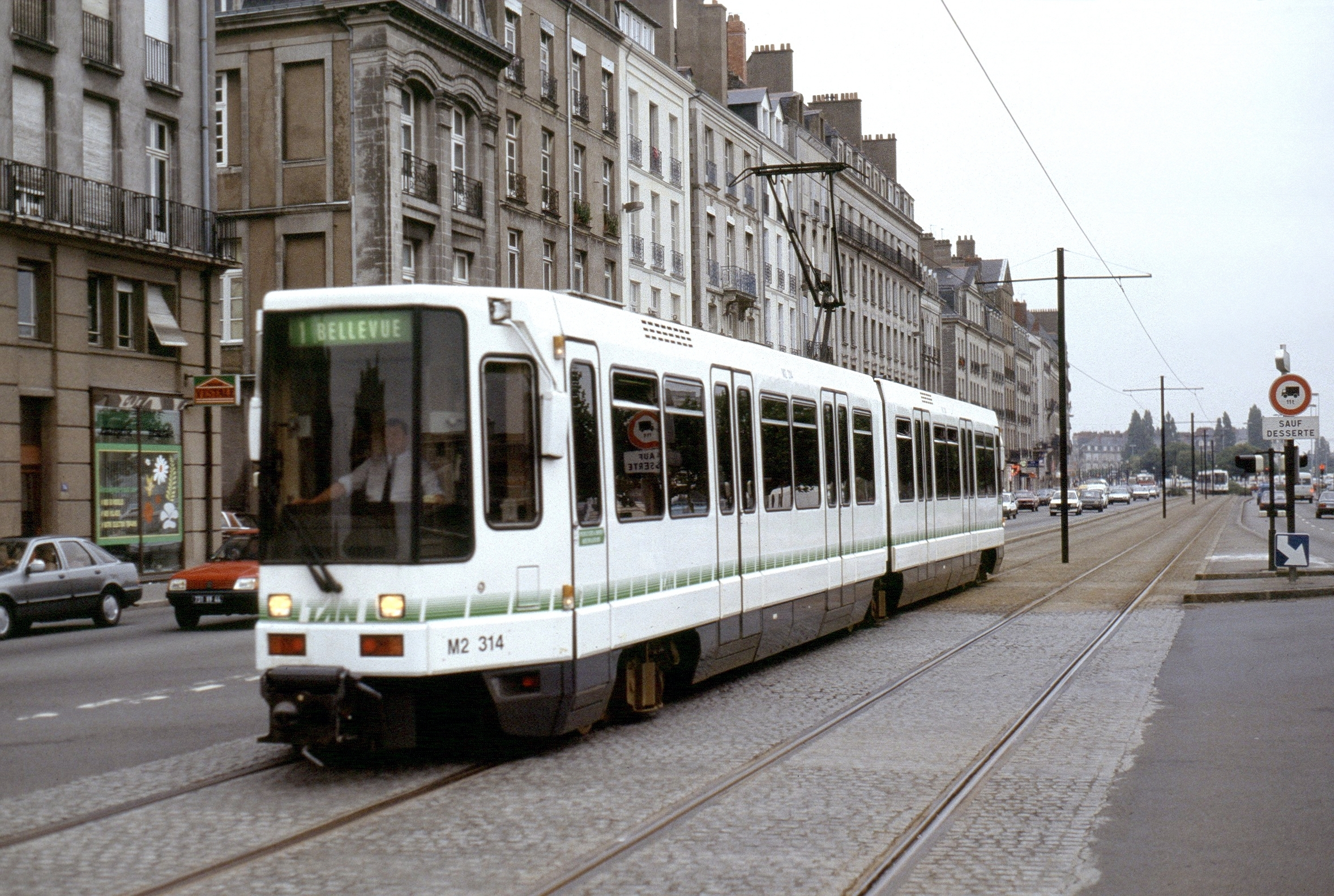
Une TFS sur le quai de la Fosse en juillet 1988.

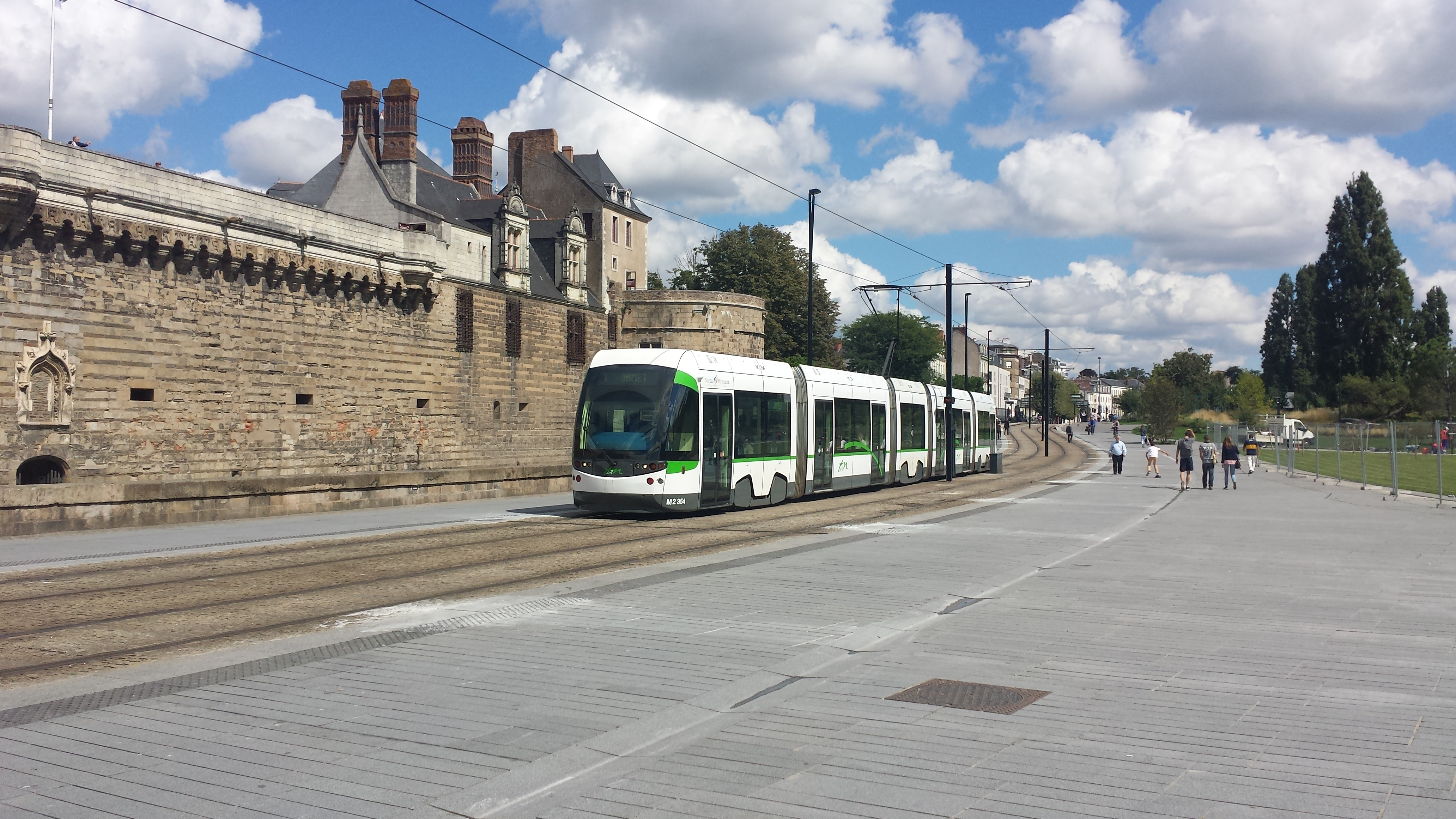
Une Incentro entre le château et le miroir d'eau.

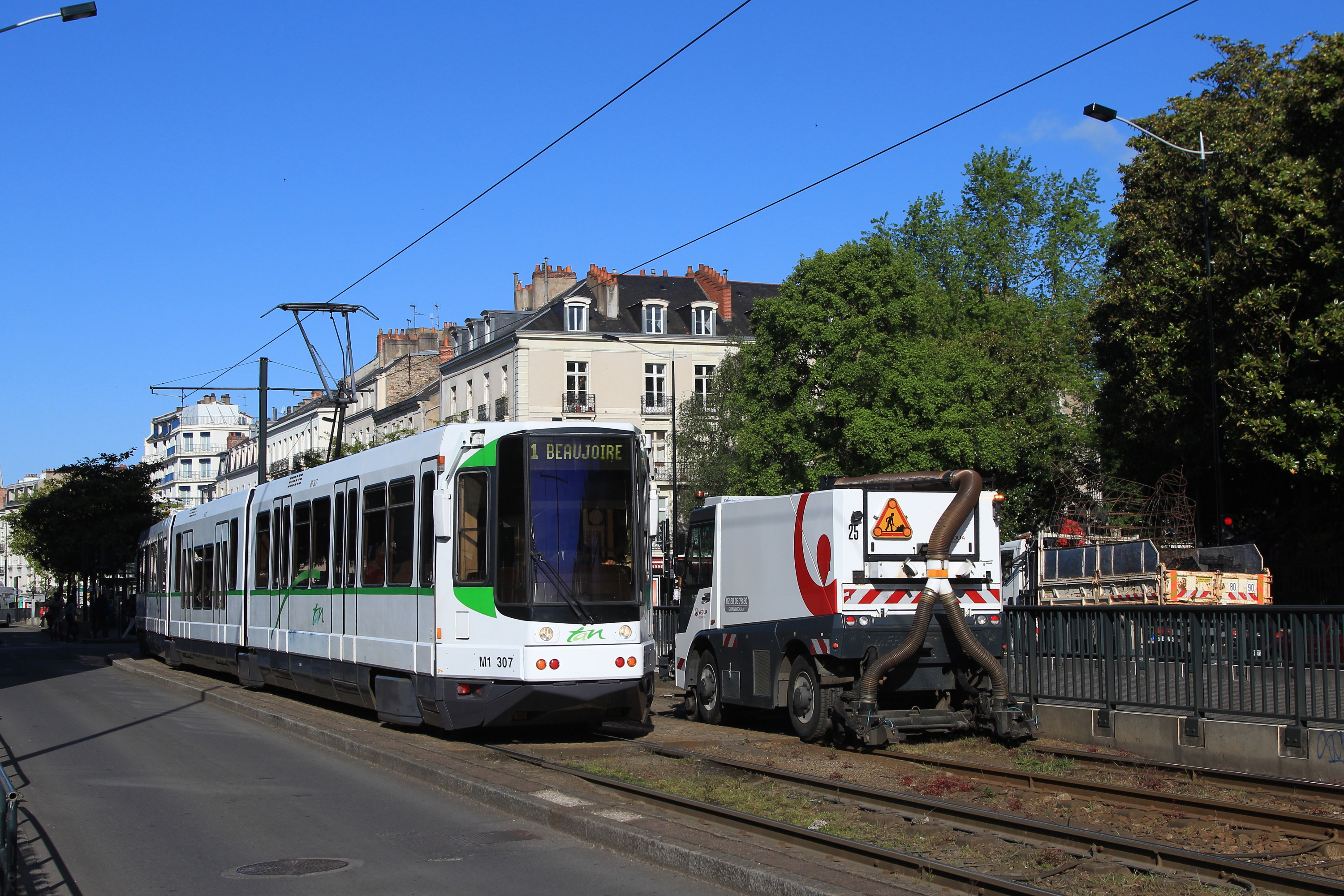
Une TFS après l'esplanade Pierre-Semard.

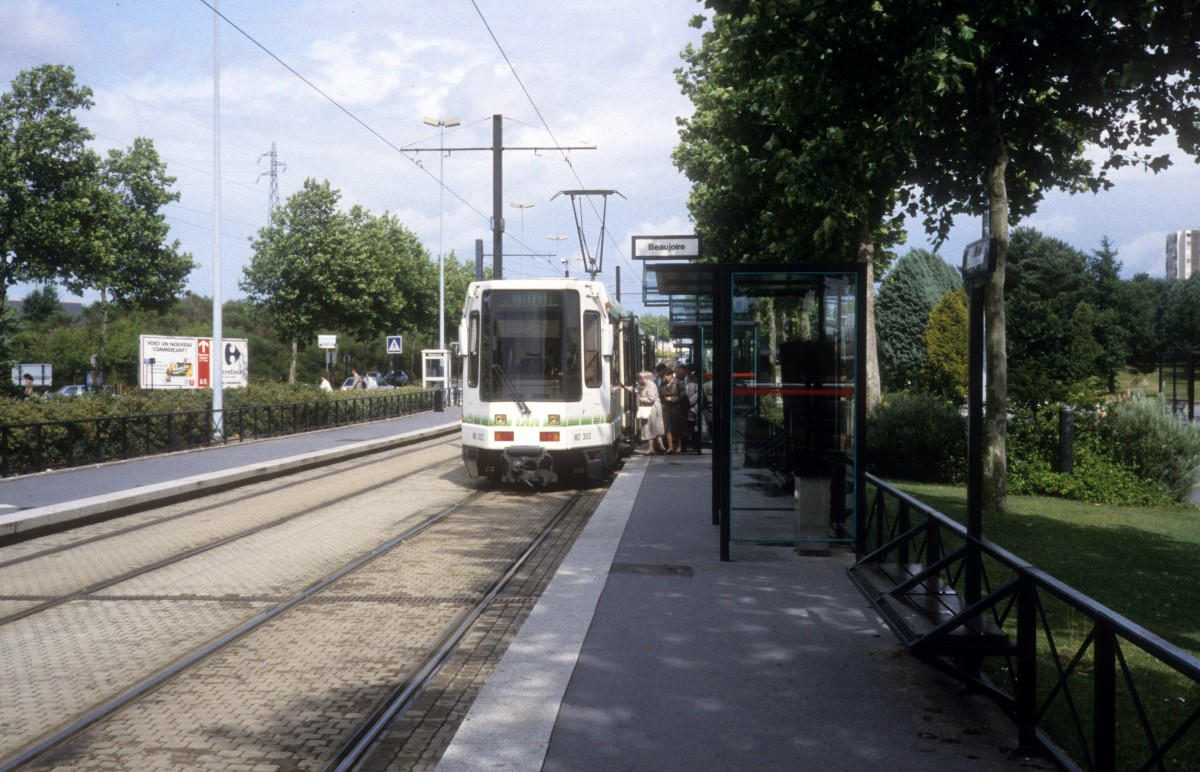
La station Beaujoire en 1992.

Les rames partent du terminus ouest François Mitterrand puis suivent le boulevard Salvador Allende jusqu'à la station Tertre. La ligne effectue ensuite une boucle vers la droite pour emprunter le boulevard du Tertre. À la station Romanet, la ligne dépasse le raccordement vers la station Jamet sur la gauche, puis continue tout droit vers le boulevard Winston Churchill, en passant par le pôle d'échanges Mendès France ─ Bellevue sur la place Pierre-Mendès-France. La ligne tourne ensuite à gauche dans la Rue Romain Rolland, passe par la Place des Lauriers, puis tourne à gauche dans le boulevard Jean Moulin. Les rames rejoignent ensuite la branche vers le terminus Jamet (sur le boulevard Émile Romanet) sur la place de la Croix-Bonneau, avant d'emprunter le boulevard Léon Jouhaux puis le boulevard René Coty après la station Égalité, le boulevard Benît Frachon puis le boulevard Salvador Allende. Les rames empruntent ensuite le quai de la Fosse puis l'allée de la Bourse afin d'atteindre la station Commerce située entre l'allée Brancas et le cours Franklin Roosevelt.
La ligne continue ensuite tout droit sur le cours Franklin Roosevelt, en croisant les lignes 2 et 3 à la « Croisée des trams » puis en traversant le cours Olivier-de-Clisson. La ligne dépasse la place du Bouffay et le bout de l'Île Feydeau, puis arrive entre le château des ducs de Bretagne et le miroir d'eau avant de croiser la ligne 4 à la station Duchesse Anne ─ Château, puis le canal et le tunnel Saint-Félix. La ligne continue ensuite entre l'allée Commandant-Charcot et le cours John-Kennedy, passe sur l'esplanade Pierre-Semard devant la gare nord et le jardin des plantes avant de continuer tout droit sur le boulevard de Stalingrad. À partir de la station Moutonnerie, la ligne 1 passe en site propre intégral ou les piétons n'ont pas le droit d'y accéder (seule la traversée de quai à quai aux stations est autorisée), ce qui permet aux rames de circuler jusqu'à 70 km/h sur certaines portions. La ligne suit donc le Boulevard Maréchal Lyautey puis dépasse le dépôt de Dalby au niveau de la station Hôpital Bellier avant de suivre parallèlement la ligne T1 du tram-train jusqu'à la gare de Haluchère-Batignolles. Sur ce tronçon, la ligne rencontre le boulevard de Doulon, la mairie de Doulon et son ancienne gare, les ateliers du tram-train, la rue du Landreau, la route de Sainte-Luce, la clinique et la piscine Jules-Verne.
À la station Haluchère ─ Batignolles, la ligne se sépare en deux tronçons : l'un continue tout droit en longeant la rue du Ranzay puis franchi l'Erdre par le pont de la Jonelière et le boulevard périphérique avant d'atteindre le terminus Babinière, tandis que l'autre effectue une courbe sur la droite vers l'avenue de la Gare-de-Saint-Joseph qu'il suit jusqu'à la station Halvèque (afin de contourner le stade de la Beaujoire), avant d'effectuer un virage à gauche pour entrer sur le boulevard de la Beaujoire et rejoindre le second terminus est Beaujoire, juste devant le parc des expositions de la Beaujoire.

### Liste des stations
Le tableau ci-dessous présente la liste des 35 stations de la ligne d'ouest en est. Les terminus sont indiqués en gras.
|  |   |   |   |  | Station                                      | Lat/Long                    | Communes              | P+R | Correspondances Naolib | Correspondances Aléop |
|  | - | - | - |  | -------------------------------------------- | --------------------------- | --------------------- | --- | ---------------------- | --------------------- |
|  | o |   |   |  | François Mitterrand                          | 47° 13′ 20″ N, 1° 38′ 18″ O | Saint-Herblain        | oui | 50 71 93               | 350                   |
|  | o |   |   |  | Tourmaline                                   | 47° 13′ 17″ N, 1° 37′ 58″ O | Saint-Herblain        |     |                        |                       |
|  | o |   |   |  | Schœlcher                                    | 47° 13′ 14″ N, 1° 37′ 41″ O | Saint-Herblain        |     |                        |                       |
|  | o |   |   |  | Frachon                                      | 47° 13′ 09″ N, 1° 37′ 14″ O | Saint-Herblain        | oui |                        |                       |
|  | o |   |   |  | Neruda                                       | 47° 13′ 03″ N, 1° 36′ 49″ O | Saint-Herblain        |     | 23 59                  |                       |
|  | o |   |   |  | Tertre                                       | 47° 12′ 53″ N, 1° 36′ 30″ O | Saint-Herblain        |     | C20 11                 |                       |
|  | o |   |   |  | Romanet                                      | 47° 12′ 42″ N, 1° 36′ 32″ O | Nantes                |     | C20                    |                       |
|  | o |   |   |  | Mendès France – Bellevue                     | 47° 12′ 31″ N, 1° 36′ 41″ O | Nantes                |     | C20 23 40 59 81 91     |                       |
|  | o |   |   |  | Romain Rolland                               | 47° 12′ 24″ N, 1° 36′ 35″ O | Nantes                |     |                        |                       |
|  | o |   |   |  | Lauriers                                     | 47° 12′ 17″ N, 1° 36′ 18″ O | Nantes                |     |                        |                       |
|  | o |   |   |  | Jean Moulin                                  | 47° 12′ 25″ N, 1° 36′ 01″ O | Nantes                |     | 11                     |                       |
|  |   |   | o |  | Jamet                                        | 47° 12′ 36″ N, 1° 36′ 10″ O | Nantes                |     |                        |                       |
|  |   | o |   |  | Croix Bonneau                                | 47° 12′ 35″ N, 1° 35′ 44″ O | Nantes                |     | 11                     |                       |
|  |   | o |   |  | Égalité                                      | 47° 12′ 34″ N, 1° 35′ 19″ O | Nantes                |     | 10 11                  |                       |
|  |   | o |   |  | Du Chaffault                                 | 47° 12′ 27″ N, 1° 34′ 55″ O | Nantes                |     |                        |                       |
|  |   | o |   |  | Gare Maritime                                | 47° 12′ 25″ N, 1° 34′ 23″ O | Nantes                |     | C20 81 E1 N1           |                       |
|  |   | o |   |  | Chantiers Navals                             | 47° 12′ 32″ N, 1° 34′ 03″ O | Nantes                |     |                        |                       |
|  |   | o |   |  | Médiathèque                                  | 47° 12′ 40″ N, 1° 33′ 39″ O | Nantes                |     |                        |                       |
|  |   | o |   |  | Commerce                                     | 47° 12′ 49″ N, 1° 33′ 21″ O | Nantes                |     | 2 3 C2 C3 26           |                       |
|  |   | o |   |  | Bouffay                                      | 47° 12′ 53″ N, 1° 33′ 08″ O | Nantes                |     |                        |                       |
|  |   | o |   |  | Duchesse Anne ─ Château des ducs de Bretagne | 47° 12′ 59″ N, 1° 32′ 50″ O | Nantes                |     | 4                      |                       |
|  |   | o |   |  | Gare Nord ─ Jardin des plantes               | 47° 13′ 04″ N, 1° 32′ 32″ O | Nantes                |     |                        |                       |
|  |   | o |   |  | Manufacture                                  | 47° 13′ 08″ N, 1° 32′ 14″ O | Nantes                |     |                        |                       |
|  |   | o |   |  | Moutonnerie                                  | 47° 13′ 10″ N, 1° 31′ 59″ O | Nantes                |     |                        |                       |
|  |   | o |   |  | Hôpital Bellier                              | 47° 13′ 16″ N, 1° 31′ 28″ O | Nantes                |     |                        |                       |
|  |   | o |   |  | Boulevard de Doulon                          | 47° 13′ 28″ N, 1° 31′ 12″ O | Nantes                |     | C3 10                  | 330                   |
|  |   | o |   |  | Mairie de Doulon                             | 47° 13′ 37″ N, 1° 31′ 07″ O | Nantes                |     | 12 87                  | 348                   |
|  |   | o |   |  | Landreau                                     | 47° 13′ 56″ N, 1° 30′ 58″ O | Nantes                |     | 87                     |                       |
|  |   | o |   |  | Souillarderie                                | 47° 14′ 18″ N, 1° 30′ 58″ O | Nantes                |     | C7                     |                       |
|  |   | o |   |  | Pin Sec                                      | 47° 14′ 37″ N, 1° 31′ 05″ O | Nantes                |     | 11                     |                       |
|  |   | o |   |  | Haluchère ─ Batignolles                      | 47° 14′ 56″ N, 1° 31′ 21″ O | Nantes                | oui | C1 23 77 80 85 95      | 346 348 360           |
|  |   |   | o |  | Ranzay                                       | 47° 15′ 13″ N, 1° 31′ 51″ O | Nantes                | oui | C6 23 80               |                       |
|  |   |   | o |  | Babinière                                    | 47° 15′ 33″ N, 1° 32′ 48″ O | La Chapelle-sur-Erdre | oui | 66                     |                       |
|  | o |   |   |  | Halvêque                                     | 47° 15′ 26″ N, 1° 31′ 14″ O | Nantes                |     | 95                     |                       |
|  | o |   |   |  | Beaujoire                                    | 47° 15′ 32″ N, 1° 31′ 33″ O | Nantes                | oui | C6 75                  |                       |

## Exploitation

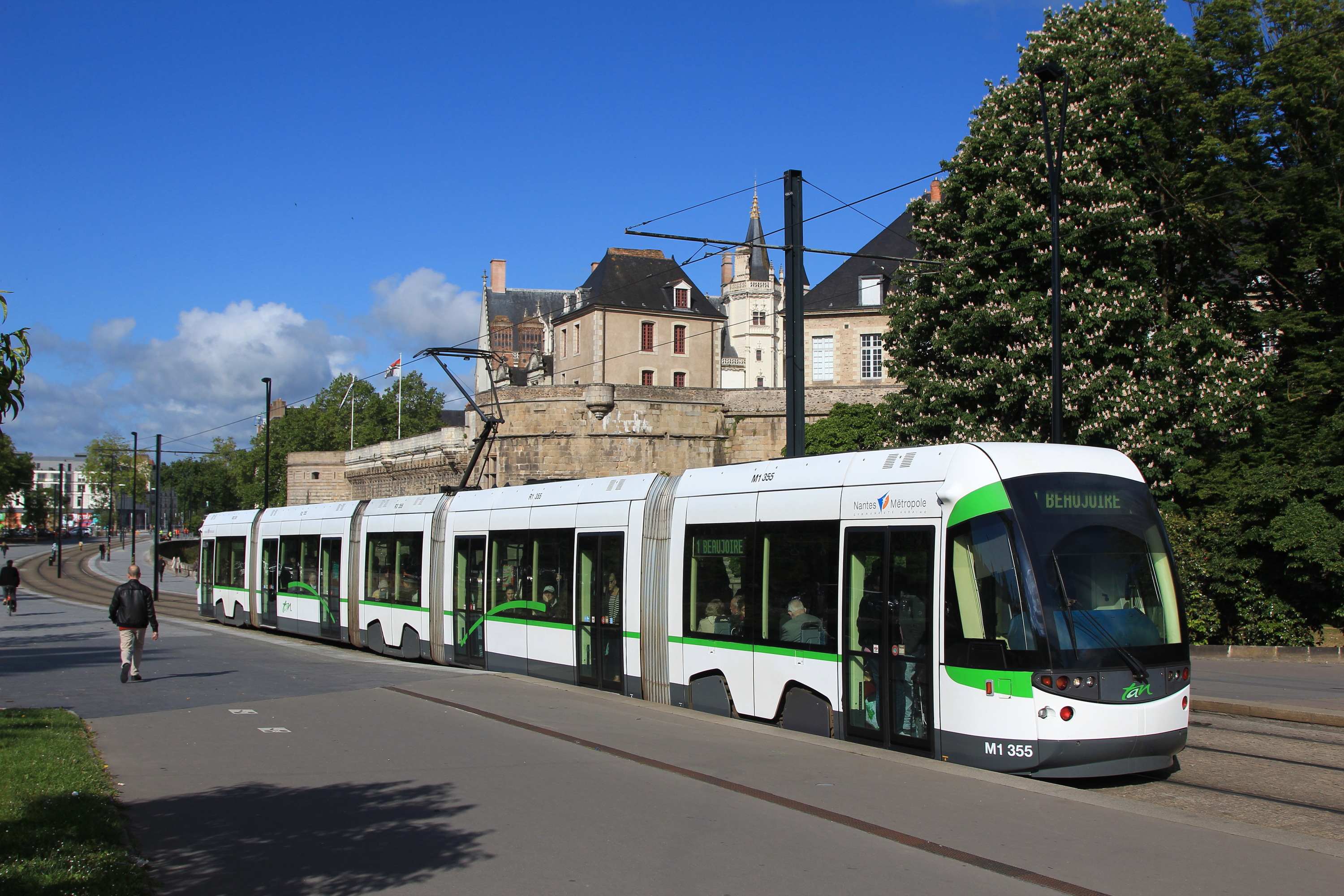
Une Incentro arrivant à la station Duchesse Anne ─ Château.

### Principes de la desserte
La ligne fonctionne toute l'année (sauf le 1er mai) du lundi au samedi de 4 h 0 à 0 h 40 et jusqu'à 2 h 40 le vendredi et samedi (un tramway toutes les 10 à 20 minutes le matin, toutes les 3 à 6 minutes en journée (5 à 10 minutes sur les branches), toutes les 4 à 8 minutes en soirée (8 à 15 minutes sur les branches), en service de nuit toutes les 15 minutes de 22 h 30 à minuit (jusqu’à 1 h 0 le vendredi et samedi) et toutes les 30 minutes après minuit (à partir d’1 h 0 le vendredi et samedi)), et le dimanche et jours fériés de 5 h 10 à 0 h 40 (un tramway toutes les 25 à 50 minutes le matin, toutes les 8 à 12 minutes en journée (15 à 20 minutes sur les branches), toutes les 8 à 10 minutes en soirée (20 minutes sur les branches) et toutes les 30 minutes en service de nuit après 22 h 30).
Le matin, les premiers départs s'effectuent à Moutonnerie (en direction de François Mitterrand / Jamet) puisque cette station est située juste après la voie de raccordement entre le côté ouest du dépôt de Dalby et la ligne. Les derniers départs s'effectuent au terminus François Mitterrand. Le terminus Jamet n'est pas desservi après 22 h 0 (23 h 30 les dimanches et jours fériés).
En heure de pointe, 33 rames circulent afin d'assurer les 33 services de la ligne.

### Temps de parcours moyens
Les temps de trajets indicatifs (arrondis à 5 minutes près) de la ligne 1 depuis la station François Mitterrand sont :
- de 15 minutes jusqu'à Croix Bonneau ;
- de 25 minutes jusqu'à Commerce ;
- de 30 minutes jusqu'à Gare Nord ─ Jardin des plantes ;
- de 40 minutes jusqu'à Haluchère ─ Batignolles ;
- de 45 minutes jusqu'à Beaujoire ou Babinière.

La durée d'un trajet entre deux stations est de 2 minutes en moyenne.

### Matériel roulant
La ligne 1 est exploitée par la SEMITAN avec les 4 types de rames du réseau : GEC-Alsthom TFS, Adtranz / Bombardier Incentro, CAF Urbos 3 et Alstom Citadis 405. Les Urbos 3 circulent par ailleurs uniquement sur cette ligne car Dalby est le seul dépôt possédant les équipements pour l'entretien de ces rames.

## Tourisme

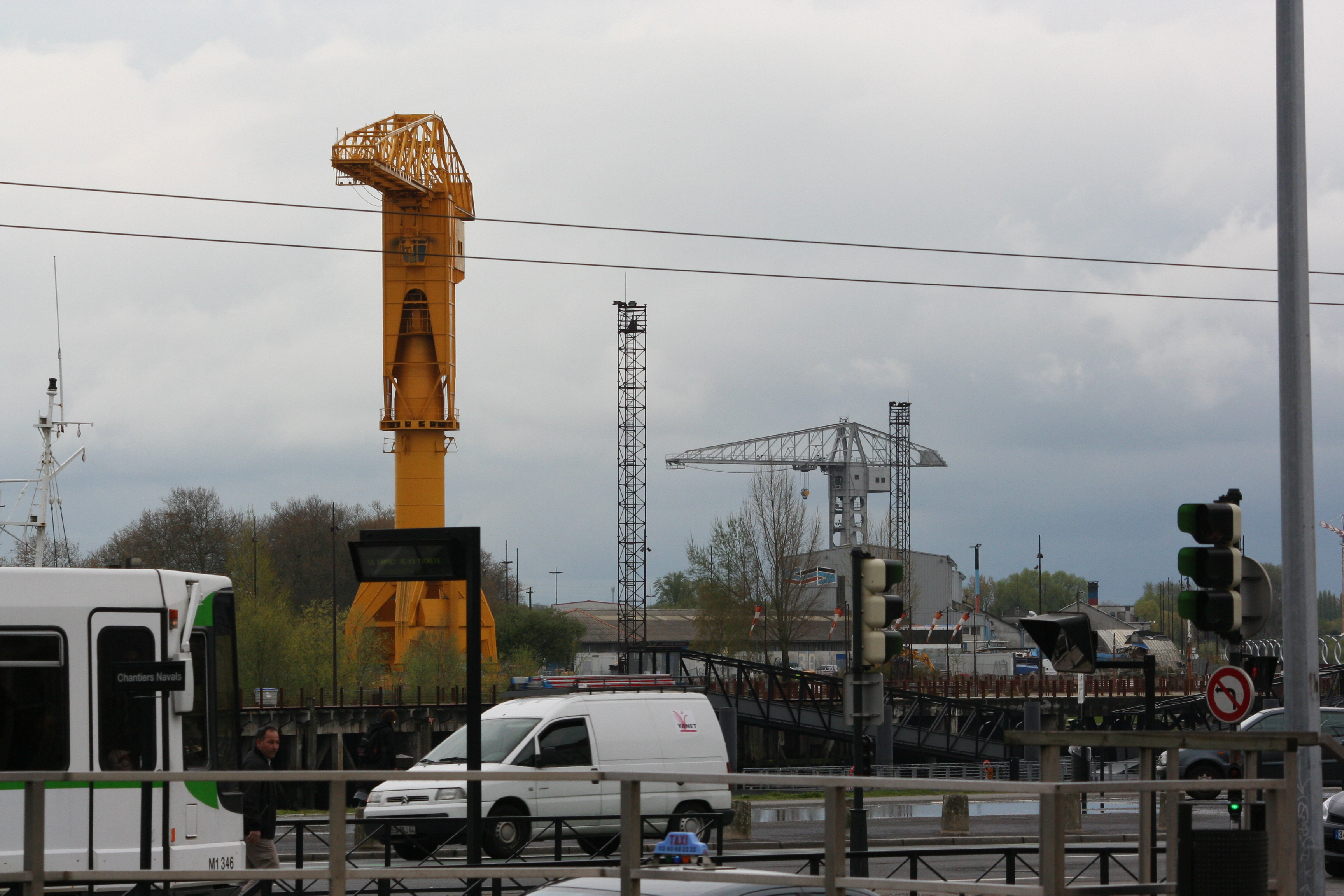
Une TFS à la station Chantiers Navals, avec les grues Titan et le parc des Chantiers au fond.

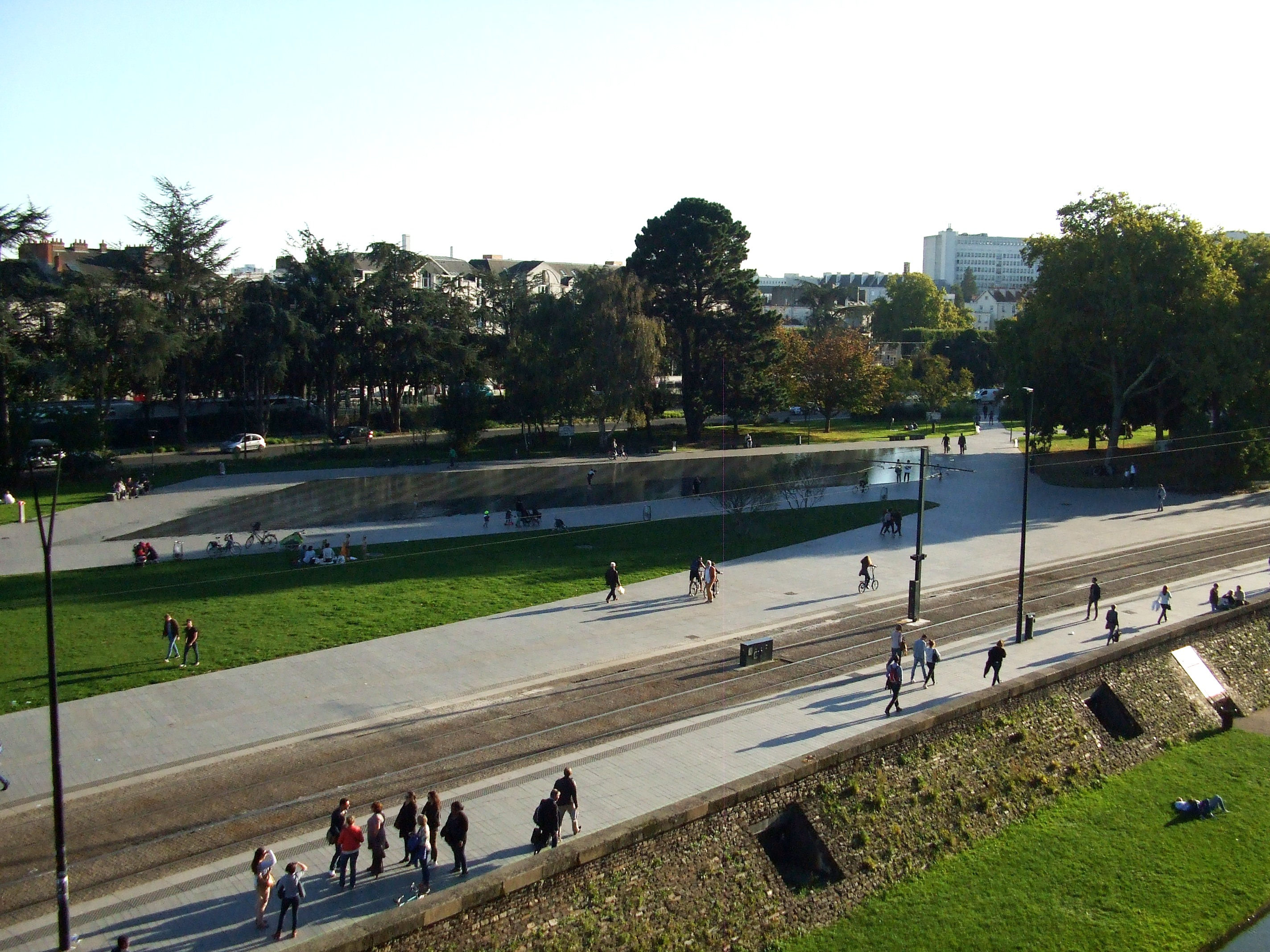
Le miroir d'eau avec les voies de la ligne 1 devant le château.

La ligne 1 dessert, d'ouest en est, les lieux d'attraction et monuments suivant :
- la zone et le centre commercial Atlantis le Centre ;
- les quartiers Bellevue et Chantenay ;
- le quai de la Fosse ;
- le parc des Chantiers et les Machines de l'île ;
- le mémorial de l'abolition de l'esclavage ;
- la médiathèque Jacques-Demy ;
- la piscine Léo-Lagrange ;
- le centre-ville de Nantes ;
- l'Île Feydeau ;
- le quartier Bouffay ;
- le château des ducs de Bretagne et le miroir d'eau ;
- le canal et le tunnel Saint-Félix ;
- la gare de Nantes et le jardin des plantes ;
- le quartier Dalby ;
- le quartier Doulon - Bottière et l'ancienne commune Doulon ;
- la clinique et la piscine Jules-Verne ;
- la zone et le centre commercial Paridis ;
- la gare de Haluchère-Batignolles ;
- le quartier Nantes Erdre ;
- le stade et le parc des expositions de la Beaujoire ;
- la gare de Babinière.

## Projets
Une interconnexion est en projet entre les lignes 1 et 2, via le pont de la Jonelière. Son premier segment a été mis en service le 1er octobre 2012 entre Haluchère ─ Batignolles et Ranzay.
En 2022, un nouveau projet nommé Développement des Nouvelles Lignes de Transport (DNLT) a été voté. Ce dernier prévoit entre autres, à l'horizon 2027, la création des lignes de tramway 6 et 7. Ces dernières s'étendront de la zone Atout-Sud à Rezé puis emprunteront une nouvelle infrastructure tramway sur l'ouest de l'île de Nantes via le Pont des Trois-Continents. Cette nouvelle infrastructure sera connectée à l'infrastructure existante de la ligne 1 sur le quai de la Fosse via le Pont Anne-de-Bretagne,.
Ensuite, la ligne 6 empruntera l'infrastructure de la partie est de la ligne 1 jusqu'à Haluchère ─ Batignolles et reprendra la branche jusqu'à Ranzay avec le prolongement de l'infrastructure jusqu'à Babinière via le pont de la Jonelière et un ouvrage de franchissement du boulevard périphérique. Dans l'attente de la mise en service de l'ensemble des éléments de la ligne 6, c'est la ligne 1 qui sera prolongée jusqu'à Babinière le 23 mai 2025.
Concernant la ligne 7, elle empruntera l'infrastructure de la partie ouest de la ligne 1 jusqu'à François Mitterrand via Jamet par le raccordement des stations Jamet et Romanet.
Une rénovation de la section entre les stations Médiathèque et Gare Maritime est prévue en même temps que les travaux des lignes 6 et 7.